# Cápac Yupanqui
Cápac Yupanqui  (Quíchua: Qhapaq Yupanki, Honrado e Generoso Libertador, 1300  -- 1350), foi o quinto  Sapa Inca e governador de Cusco. Ascendeu ao poder evitando um golpe de estado que seus irmão queiram desfraldar ao tentar impor seu primo-meio-irmão Tarco Huamán, como Inca. Cápac Yupanqui se tornou um governante aguerrido.

## Vida
Cápac nasceu em Cusco, era filho de Maita Capac com sua irmã Curu Yaya. Seu pai tivera outros irmãos tanto legítimos como bastardos, e os colocara como governadores das cidades da região de Cusco. Após a morte de seu pai, estes irmãos pediram que Cápac aumentassem seus privilégios, a fim de ter mais autoridade, mas o Cápac foi perspicaz e compreendeu as intenções de seus irmãos, que haviam acordado secretamente entre si tirar-lhe a coroa e dá-la a seu irmão Tarco Huaman, que consideravam ser mais discreto e um homem que poderia ser melhor persuadido.
Para garantir o trono matou nove irmãos de Tarco, e fez os outros lhe jurarem lealdade. No entanto, foi benevolente com Tarco Huamán e o enviou para governar os curacados de Anta e Cuyo.
Durante o seu reinado Cápac derrotou alguns pequenos grupos étnicos, como o Cuyos, acrescentando desta forma alguns poucos quilômetros quadrados a seus domínios. Mas a reputação do Curacado Inca crescia, tanto que o Curacado Quechua de Abancay enviou dois embaixadores para pedir ajuda para enfrentar os Chanca. Cápac aceitou ajudá-los e enviou seu meio-irmão Tarco como governador dos Cuyos  com a missão de capturar 1000 pássaros da selva e das montanhas para serem queimados em rituais militares.
A qualquer expansão do território a leste ou a oeste Cápac acrescentava melhorias necessárias qualitativamente na agricultura, utilizando  por exemplo fertilizantes como guano encontrado fartamente nas encostas. Organizou o mitímac (a colonização de novas regiões conquistadas por agricultores escolhidos, guiados por funcionários de confiança com o objetivo de redistribuir a força de trabalho), também deu um impulso ao desenvolvimento dos transportes e da construção de estradas e pontes. Mesmo assim durante o governo de Cápac Yupanqui o Curacado Inca permanecia pequeno diante do poderio dos Ayarmacas e dos Chancas.
O estado Chanca era temido pelos Ayarmacas (estes já tinham recuperado seu poder após as guerras civis que Lloque Yupanqui gerara entre as cidades Ayarmacas), pois os Chancas procuravam dominar toda a região de Cusco, incluindo os Incas e os Ayamarcas. Por isto, os Ayarmacas procuraram fazer uma aliança com os Incas, e o rei dos Ayarmacas ofereceu  para selar esta aliança sua filha Cori Ilpay Cahua (Mama Cahua ), que significa joia de ouro. O Inca teve com ela dois filhos, um foi Inca Roca, que o sucedeu no reino, e o outro Apo Mayta, que se mostrou muito corajoso, para não mencionar outras crianças que teve com outras mulheres nobres.
Cápac Yupanqui nunca chegou a enfrentar os Chancas, porque morreu envenenado antes que estes chegassem a Cusco.
Deste Inca descende o grupo tribal e Ayllu de Apuamayta (Apu Mayta), e o ídolo que adoravam tinha o mesmo nome do Ayllu.

| Precedido por Maita Capac | 5º Cápac Inca Dinastia Hurin Cusco (1320-1350) | Sucedido por Inca Roca |
| Precedido por Maita Capac | 5º Inca do Curacado de Cusco (1320-1350)       | Sucedido por Inca Roca |